# Per-Johan Axelsson
Anders Per-Johan Axelsson, "Pebben", född den 26 februari 1975 i Kungälv, är en svensk före detta professionell ishockeyspelare. Axelsson spelade i bl.a. Frölunda HC och Boston Bruins. Under NHL-arbetsmarknadskonflikten 2004–05 var han med och tog SM-guld med Frölunda. Under sista säsongen i Boston Bruins var Axelsson assisterande lagkapten. Hans yngre bror Anton Axelsson är också ishockeyspelare.
Axelsson deltog i Olympiska vinterspelen 2002 i Salt Lake City och även i Olympiska vinterspelen 2006 i Turin där han tillsammans med Tre Kronor tog OS-guld. Han gjorde sammanlagt 156 landskamper för Tre kronor varav 43 i VM och 12 o OS.

## Meriter
- OS-guld: 2006
- VM-silver: 2003, 2004
- VM-brons: 2001, 2002
- SM-guld: 2005
- Flest assist i slutspelet 2005 (10 assist på 14 matcher)

## Klubbar
- Kungälv/Ytterby HK (moderklubb)
- Frölunda HC: 1992/93–1996/97
- Boston Bruins: 1997/98–2003/04
- Frölunda HC: 2004/05
- Boston Bruins: 2005/06–2008/09
- Frölunda HC: 2009/10– (kontrakt t.o.m. säsongen 2012/13)